# Erwann Le Péchoux
Erwann Lucien Edouard Le Péchoux (* 13. ledna 1982 Pertuis, Francie) je francouzský sportovní šermíř, který se specializuje na šerm fleretem. Francii reprezentuje od roku 2003. Na olympijských hrách startoval v roce 2004, 2008, 2012 a 2016 v soutěži jednotlivců a družstev. V soutěži jednotlivců se na olympijských hrách 2008 probojoval do čtvrtfinále. V roce 2016 obsadil druhé a v roce 2007, 2014 třetí místo na mistrovství Evropy v soutěži jednotlivců. S francouzským družstvem fleretistů vybojoval na olympijských hrách 2016 stříbrnou olympijskou medaili. S francouzským družstvem fleretistů vybojoval čtyři tituly mistrů světa (2005, 2006, 2007, 2014) a tři tituly mistrů Evropy (2003, 2014, 2015).